# Безоружный психролют
Безоружный психролют (лат. Psychrolutes inermis) — вид глубоководных морских рыб из семейства психролютовых. Длина тела до 38,5 см. Обитает у берегов Мавритании, Южной Африки и Мозамбикского пролива. Придонная глубоководная рыба (диапазон глубин от 550 до 1550 м), питающаяся моллюсками и ракообразными. Безвредна для человека, так как безоружная, хозяйственного значения не имеет.